# 吴滩街道
吴滩街道是中华人民共和国江苏省盐城市阜宁县下辖的一个街道办事处。
2014年4月1日，江苏省人民政府批复同意撤销阜城镇，以原阜城镇吴滩、蔡河、立新、合利、合东等5个居委会和许合、大王、两河、三岔、射南、双港、兴东、阜东、北汛、邹圩、老沙、通阳、邓舍、仁范、陈戴、戴沟等16个村委会区域设立吴滩街道办事处，街道办事处驻吴滩居委会阜射路75号。

## 行政区划
吴滩街道下辖以下村级行政区划单位：
合东社区、合利社区、通阳村、邓舍村、仁范村、陈戴村、戴沟村、许合村、两河村、三岔村、大王村、射南村、双港村、兴东村、邹圩村、北汛村、老沙村、阜东村、立新社区、蔡河社区和吴滩社区。